# Gare de Namba
La gare de Namba (難波駅, なんば駅, Nanba-eki) est une gare ferroviaire dans le quartier de Namba de la ville d'Osaka au Japon. Elle est située dans l'arrondissement de Chūō. La gare de Namba est la tête de ligne du réseau de la compagnie Nankai. Elle est aussi desservie par trois lignes du métro d'Osaka.
Les gares de JR Namba (JR West) et d'Osaka-Namba (Kintetsu et Hanshin) sont situées à proximité.

## Situation ferroviaire
La gare de Namba est située au début des lignes principale Nankai et Kōya.
Elle est au point kilométrique (PK) 10,5 de la ligne Midōsuji, au PK 4,9 de la ligne Sennichimae et au PK 3,7 de la ligne Yotsubashi.

## Histoire
La gare est inaugurée le 29 décembre 1885. La ligne Midosuji y arrive 30 octobre 1935, la ligne Yotsubashi le 1er octobre 1965 et la ligne Sennichimae le 11 mars 1970.

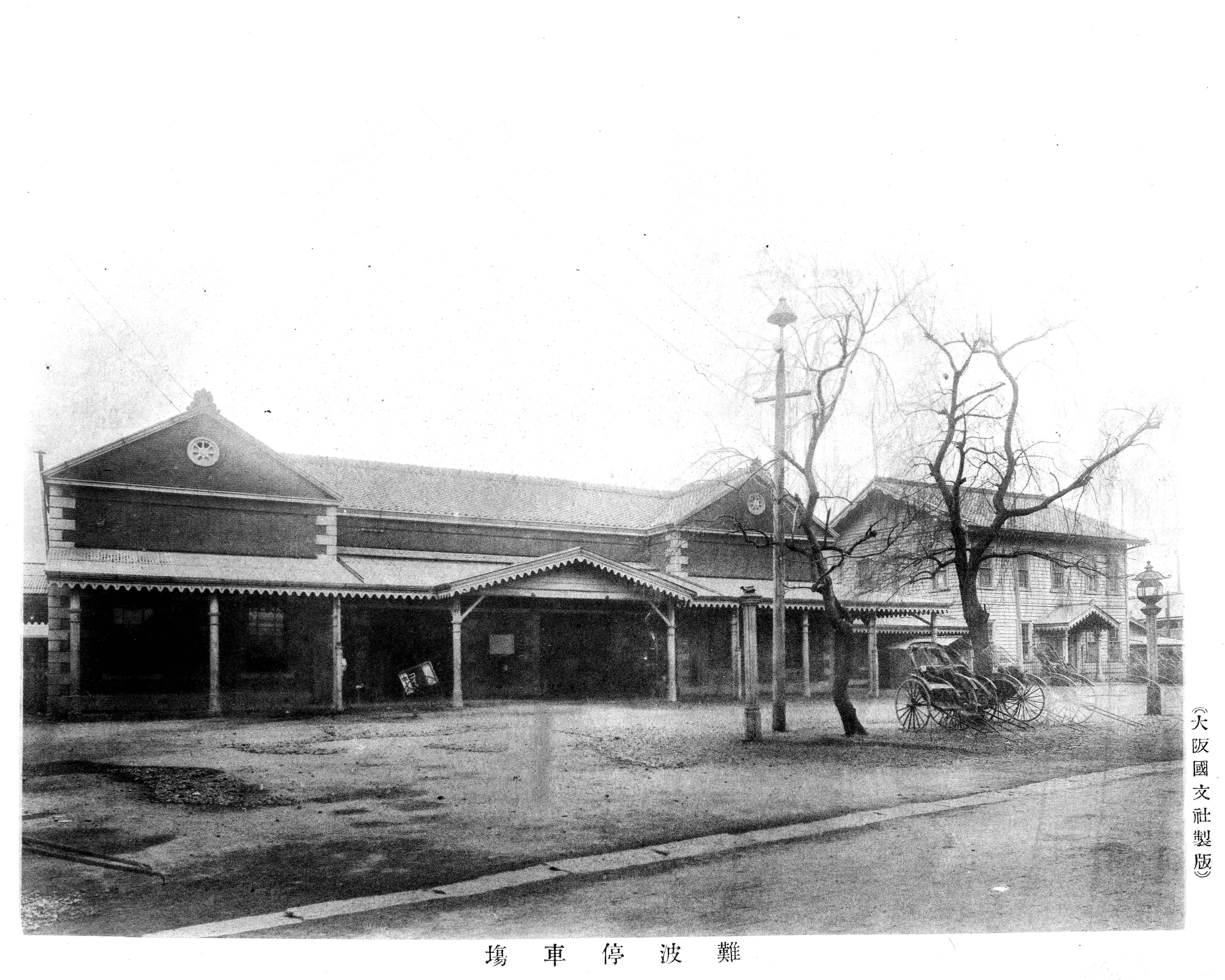
La gare en 1889
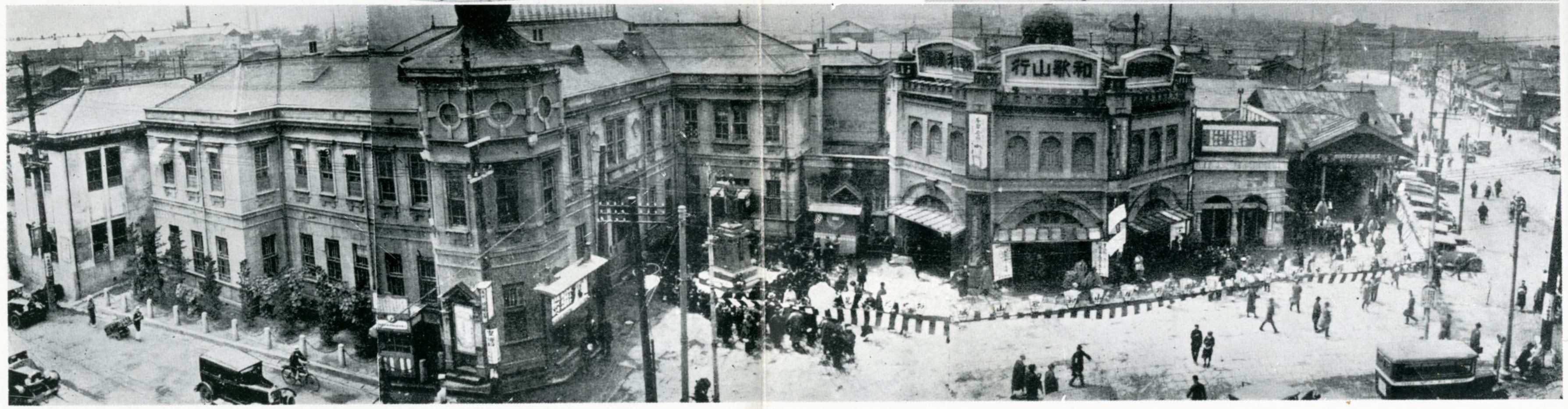
La gare dans les années 1930

## Service des voyageurs

### Accès et accueil
La gare dispose d'un bâtiment voyageurs, avec guichet, ouvert tous les jours.

### Desserte

#### Nankai
- Ligne Kōya :
  - voies 1 à 4 : direction Sakaihigashi, Nakamozu (interconnexion avec la ligne Semboku pour Izumi-Chūō), Hashimoto et Gokurakubashi (Mont Kōya)
- Ligne principale Nankai :
  - voies 5 à 8 : direction Sakai, Kishiwada, Wakayamashi et Aéroport du Kansai
  - voie 9 : services Rapi:t  pour l'aéroport du Kansai

#### Métro d'Osaka
- Ligne Midōsuji :
  - voie 1 : direction Nakamozu
  - voie 2 : direction Shin-Osaka et Esaka
- Ligne Sennichimae :
  - voie 1 : direction Minami-Tatsumi
  - voie 2 : direction Nodahanshin
- Ligne Yotsubashi :
  - voie 1 : direction Suminoekoen
  - voie 2 : direction Nishi-Umeda

Installations et desserte
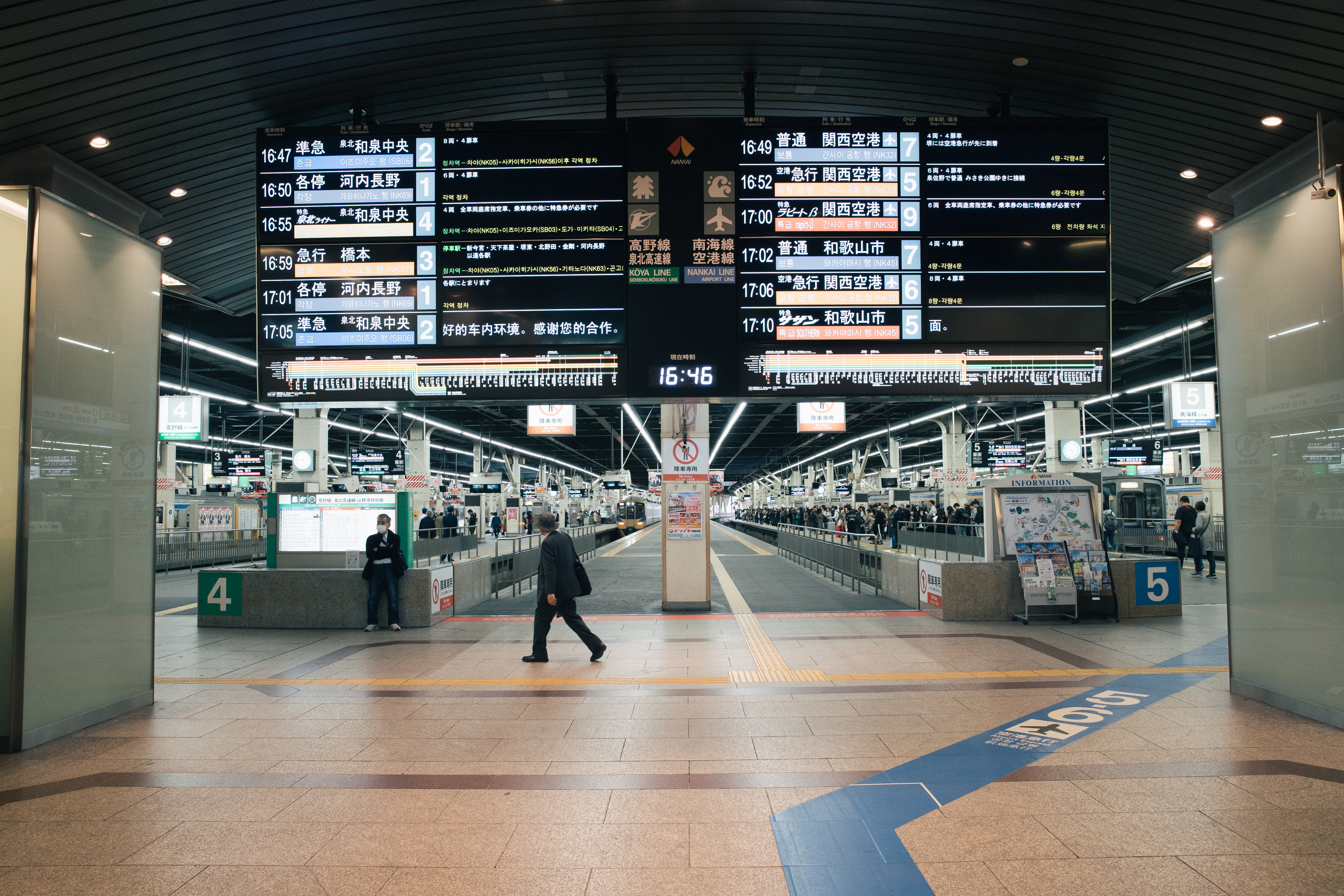
Tableau des départs de la gare Nankai
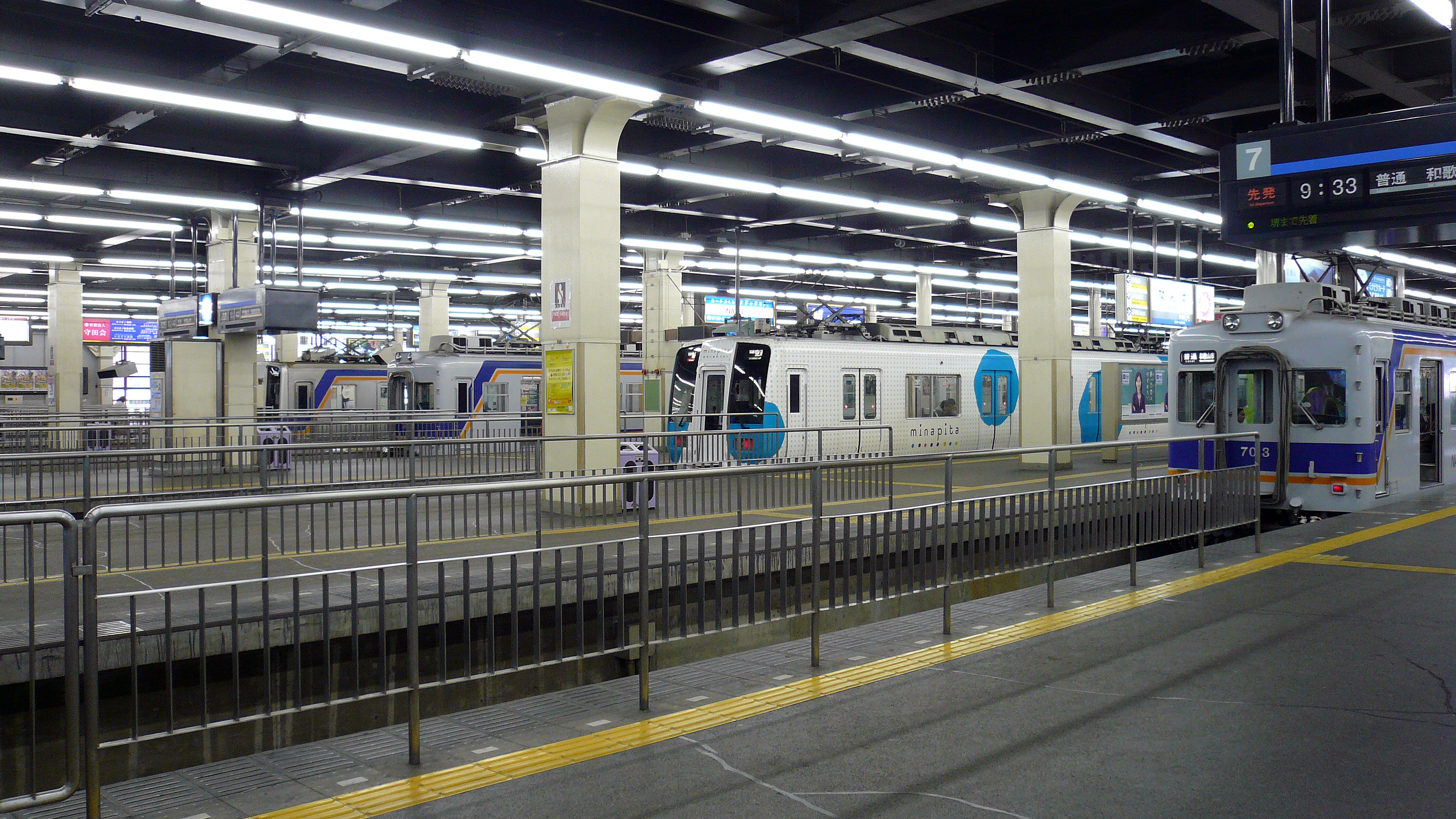
Quais de la gare Nankai
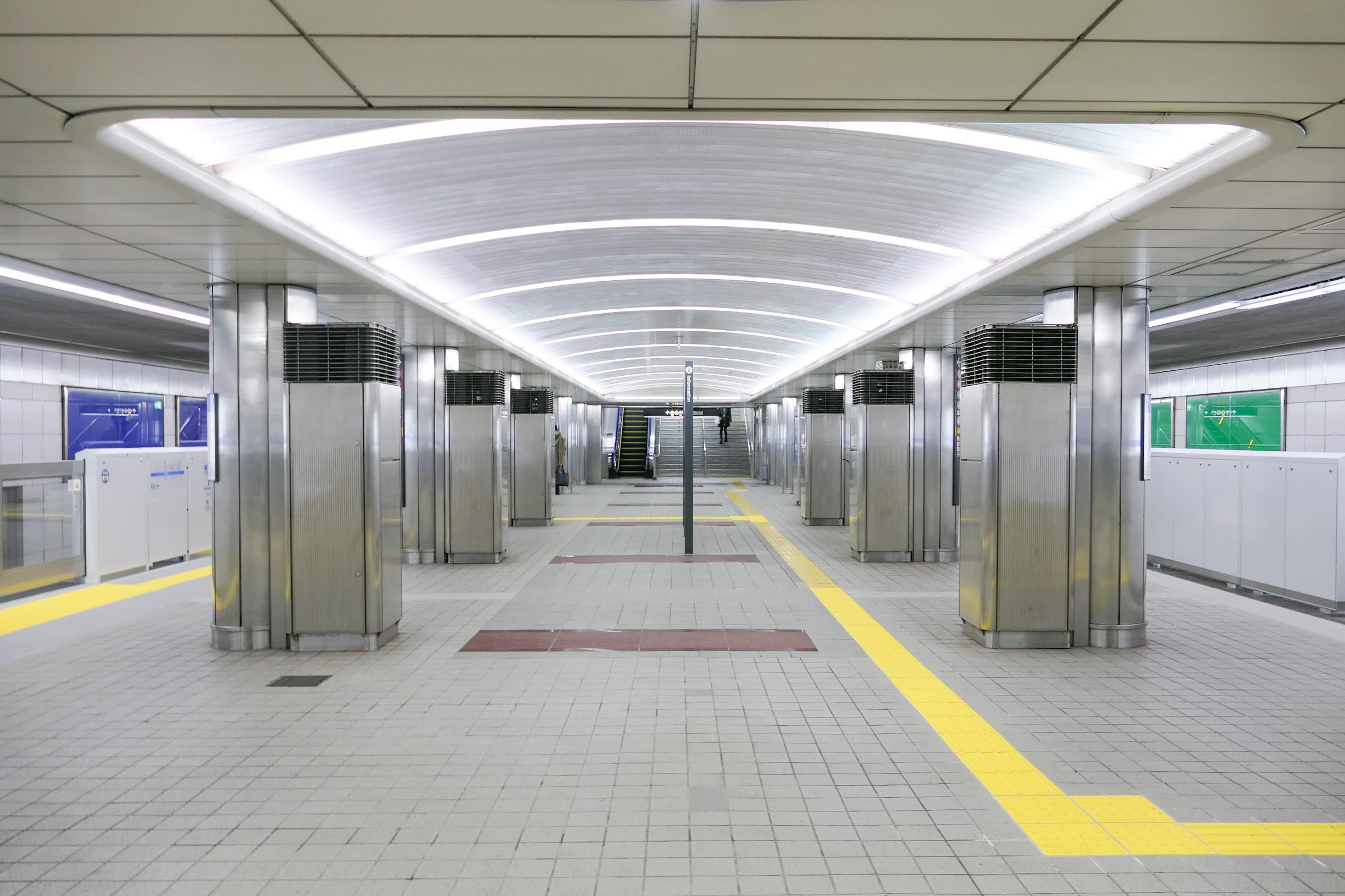
Quai de la ligne Yotsubashi

## Dans les environs
- FM OSAKA